# Graville
Pour les articles homonymes, voir Abbaye de Graville, Anne de Graville et Honorine de Graville.
Cet article possède un paronyme, voir Granville.
Le quartier de Graville ou Graville-Sainte-Honorine se trouve à l'est de la ville du Havre en Seine-Maritime. Il est connu pour son abbaye médiévale, l'abbaye de Graville.

## Toponymie
Le toponyme Graville est attesté sous la forme Gerarvilla 1148. Formation médiévale en -ville (mot issu du gallo-roman VILLA « domaine rural ») précédé du nom de personne Gérard sous sa forme normanno-picarde Guérard, prénom fréquent dans la Normandie ducale et que l'on retrouve dans Graval (Seine-Maritime, Gerarval 1177, avec -val), Gratot (Manche, Guerartot XIIe siècle, avec -tot < vieux norrois topt) et les différents Bosc-Guérard, Bosguérard et Fontaine-Guérard, ainsi que les patronymes Guérard et Grard.
Au cours de la Révolution française, la commune porte provisoirement le nom de Grasville-Lheure.

## Histoire
En 1831, la commune absorbe celle voisine de Leure qu'elle cède au Havre en 1852. C'est en 1919 qu'elle est réunie au Havre.
À partir de 1895, l'histoire de ce lieu est étroitement liée aux Tréfileries et laminoirs du Havre.
Une usine d'armement belge explose accidentellement le 11 décembre 1915 faisant une centaine de morts.

## Personnalités nées à Graville
- Auguste Delaune
- Albert Dubosc
- Jean Maridor
- Lucie Guérin